# NK Pohorje
NK Pohorje je nogometni klub iz mjesta Ruše, Podravska, Republika Slovenija.

U sezoni 2024./25. natječe se u MNZ Maribor, četvrtom rangu slovenskog nogometnog sustava.

## O klubu
Osnovan je 1956. godine u gradu Ruše. Tijekom postojanja  Jugoslavije nekoliko je puta igrao u Prvenstvu Republike Slovenije, prvoj ligi Socijalističke Republike Slovenije tih godina, uglavnom tijekom 1970-ih i 1980. godine.
Nakon raspada Jugoslavije i osamostaljenja Slovenije 1991., klub je zaigrao u 3. SNL. 3. SNL osvojio je u sezoni 1997./98. U sezoni 1999./00. prvi je put zaigrao u 1. SNL. Ispao je završivši na pretposljednjem mjestu među 12 momčadi.

## Unutarnje poveznice
- Ruše

## Vanjske poveznice
- Službena web-stranica